# GRB 970228
GRB 970228 — гамма-всплеск, обнаруженный орбитальной обсерваторией BeppoSAX 28 февраля 1997 года в 02:58 UTC. Это был первый гамма-всплеск, после которого наблюдалось рентгеновское и оптическое послесвечение. Ещё в 1993 году было предсказано, что гамма-всплески могут сопровождаться послесвечением в различных диапазонах волн (радиоволны, рентгеновские лучи, видимый свет), при наблюдении GRB 970228 это предположение было впервые подтверждено.
Всплеск имел несколько пиков на кривой яркости и длился около 80 секунд. Особенности кривой яркости позволяют предположить, что всплеску предшествовал взрыв сверхновой. Красное смещение источника (z = 0,695) указывает на его внегалактическое происхождение.

## Наблюдение
GRB 970228 был обнаружен 28 февраля 1997 года в 02:58 UTC монитором гамма-всплесков (Gamma-Ray Burst Monitor, GRBM) и одной из широкоугольных камер (Wide Field Camera, WFC) на борту BeppoSAX, итальянско-голландского спутника, предназначенного для изучения рентгеновского излучения В течение нескольких часов группа аналитиков проекта BeppoSAX определила координаты всплеска с точностью до 3 угловых минут. Всплеск был также обнаружен космическим аппаратом Улисс.
Всплеск произошёл в точке с координатами 05ч 01м 46.7с, +11° 46′ 53.0″ и длился около 80 секунд с несколькими максимумами на кривой яркости, которые, возможно, объясняются прецессией источника.

## Послесвечение
В 1993 году, Богдан Пачиньскийи Джеймс Роадс опубликовали статью, в которой высказали предположение, что вещество источника, выброшенное с околосветовыми скоростями, формирует ударную волну, которая взаимодействует с магнитными полями, вызывая длительное синхротронное излучение в диапазоне радиочастот. Позднее Джонатан Катц пришёл к выводу, что диапазон излучения не ограничивается радиоволнами и простирается в область рентгеновских лучей, включая видимый свет.
Узкоугольные детекторы BeppoSAX начали исследовать область возникновения GRB 970228 через 8 часов после его обнаружения. В течение нескольких дней было обнаружено кратковременное рентгеновское излучение, спадавшее по степенному закону. Это было первое наблюдение эффекта послесвечения в истории исследования гамма-всплесков. Степенной закон падения интенсивности излучения в настоящее время считается характерным признаком послесвечения гамма-всплесков, хотя показатель степени отличается для различных всплесков и различных стадий процесса.
Оптические снимки в точке GRB 970228 сделаны 1 и 8 марта телескопами
Уильям Гершель и
Исаак Ньютон. При сравнении снимков обнаружился объект, яркость которого уменьшилась и в видимом, и в инфракрасном диапазонах. Это явление было интерпретировано как оптическое послесвечение гамма-всплеска. Во время открытия гамма-всплесков считалось, что их излучение изотропно. Послесвечение всплеска GRB 970228, а также всплесков GRB 970508 и GRB 971214 показали, что излучение гамма-всплеска представляет собой узкий коллимированный луч. Это открытие заставило снизить оценку полной энергии всплеска на несколько порядков.

## Связь со сверхновой
Дэниэл Рейхарт
из Чикагского университета и
Титус Галама
из Амстердамского университета

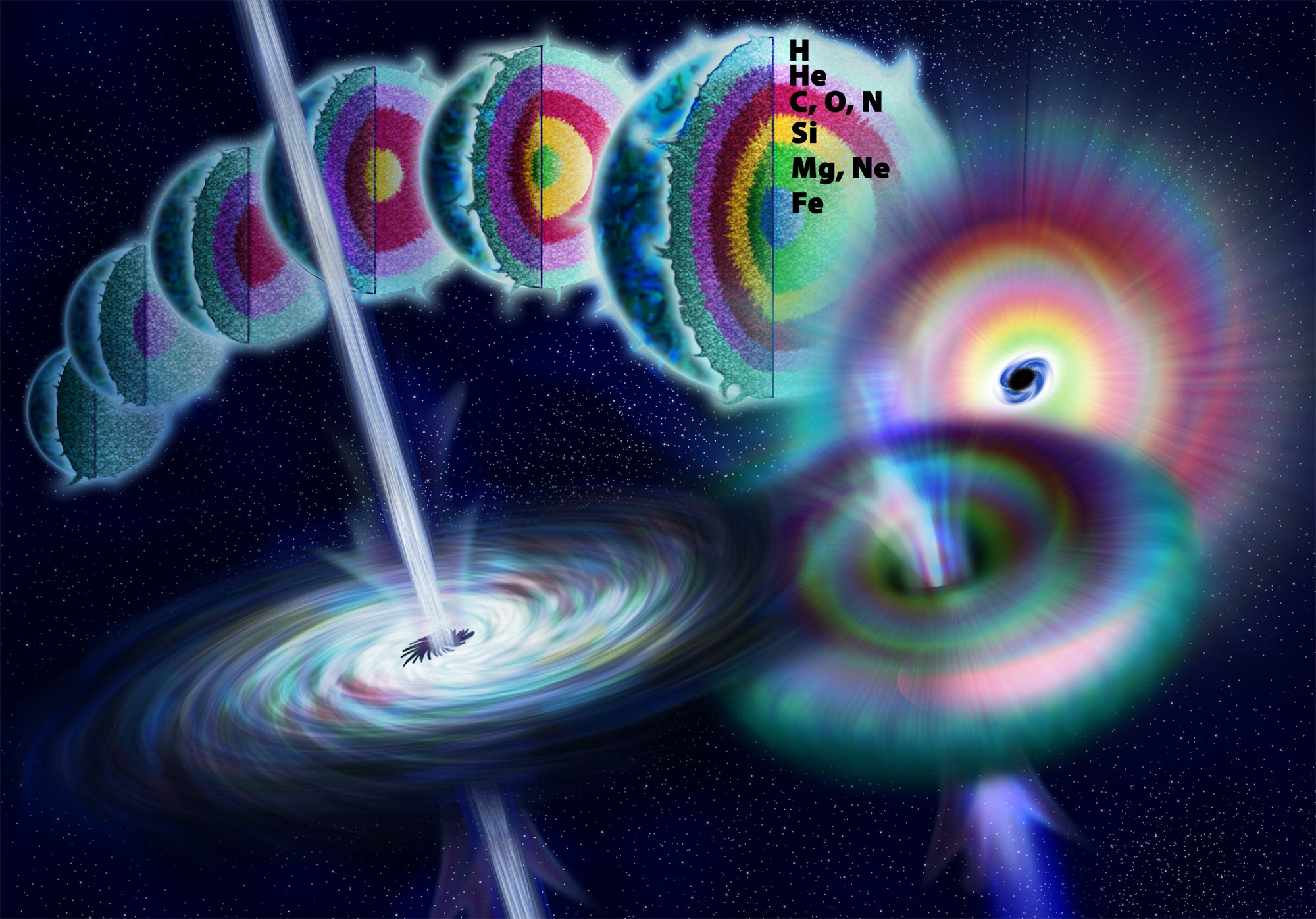
Эволюция массивной звезды: сверхновая, превращение в чёрную дыру, гамма-всплеск

независимо проанализировали оптическую кривую GRB 970228 и пришли к выводу, что гамма-всплеску в течение нескольких недель предшествовал взрыв сверхновой.
Галама обнаружил, что скорость падения светимости изменялась со временем. Наиболее медленно она падала 6—7 марта. Он пришёл к выводу, что на ранних стадиях светимость объекта определялась собственно всплеском, а в дальнейшем — находящейся в той же точке сверхновой типа
Ic.
Рейхарт отметил, что на поздних стадиях спектр послесвечения сместился в красную область, что противоречило принятой в то время модели механизма излучения гамма-всплеска. Он также обнаружил, что сходное изменение спектра наблюдалось у GRB 980326, которая согласно предположению Джошуа Блума тоже была связана со сверхновой.
Альтернативное объяснение особенностей яркостных кривых GRB 970228 и GRB 980326 состоит в отражении света от космической пыли. Хотя для GRB 980236 не хватало данных, чтобы проверить эту гипотезу, Рейхарт показал, что особенности яркостной кривой GRB 970228 могли быть вызваны только сверхновой. Решающий аргумент в пользу связи гамма-всплесков со сверхновыми был найден в спектре GRB 020813 и послесвечении GRB 030329. Однако наличие сверхновой становится очевидной только через несколько недель после гамма-всплеска, оставляя вероятность того, что особенности яркостной кривой вызваны отражением от пыли.

## Домашняя галактика
В ночь с 12 на 13 марта 1997 года Йорг Мельник исследовал область GRB 970228 с помощью телескопа
Нью Технолоджи и обнаружил в этом месте слабую туманность, по всей видимости, удалённую галактику. Хотя существовала вероятность, что гамма-всплеск не был связан с этой галактикой, точное совпадение координат галактики и гамма-всплеска, свидетельствовал о том, что источник гамма-всплеска находился за пределами Млечного пути. В дальнейшем локализация за пределами нашей галактики была доказана для GRB 970508, когда впервые было измерено красное смещение для гамма-всплеска.
Послесвечение располагалось на небольшом расстоянии от центра галактики, что свидетельствовало о том, что всплеск произошёл в активном ядре. В дальнейшем было измерено красное смещение галактики, которое оказалось равным z = 0.695, что соответствовало расстоянию 8,1⋅109 св. лет. Полная энергия всплеска, исходя из предположения об изотропности излучения, составляет 5,2⋅1044 Дж.